# مقاطعة سوليفان (ميزوري)
مقاطعة سوليفان (بالإنجليزية: Sullivan County, Missouri)‏ هي إحدى مقاطعات ولاية ميزوري في الولايات المتحدة. تأسست سنة First established in 1843 as Highland County، بلغ عدد سكانها 6714 نسمة في عام 2010 حسب إحصاء مكتب تعداد الولايات المتحدة وتصل الكثافة السكانية فيها 4 نسمة/كم2.

## أعلام
- توبي غريني

## وصلات خارجية
- United States Counties